# Asdrubal Falavigna
Asdrubal Falavigna (Caxias do Sul, 2 de março de 1965) é um médico neurocirurgião, pesquisador e professor brasileiro. Atualmente é professor e vice-reitor da Universidade de Caxias do Sul (UCS).

## Formação
Asdrubal possui graduação em Medicina pela PUCRS (1989), especialização em neurologia pela PUCRS (1990) e especialização em neurocirurgia pela Santa Casa de Misericórdia de Porto Alegre (1994).
Realizou, também, mestrado em Medicina (Neurocirurgia), concluído em 1999 (Quimioterapia intratumoral: drogas e métodos de administração), e doutorado em Neurociências, concluído em 2005 (Modelo de tratamento in vivo de tumor cerebral maligno utilizando cânula permanente e infusão intratumoral do agente antineoplásico por pressão positiva), ambos pela UNIFESP.
Em 2004, fundou a Liga Acadêmica Multidisciplinar de Neurologia e Neurocirurgia da Universidade de Caxias do Sul (LAMNN-UCS), e, desde então, é o seu coordenador e professor responsável.

## Carreira
É professor do curso de medicina da UCS desde 1997, e, desde 2022, ocupa a vice-reitoria da universidade (gestão 2022–2026). Foi o coordenador do curso de medicina da UCS de 2008 a 2016.
Entre os anos de 2012 e 2015, foi presidente da comissão de pesquisa regional da América Latina da AO Spine; assumindo de 2015 a 2019 a presidência do conselho regional da América Latina da AO Spine. Em 2021, assumiu a presidência do conselho internacional da AO Spine, deixando o cargo em 2024.
Asdrubal recebeu, em 2022, da Associação Americana de Neurocirurgiões, o "AANS International Lifetime Recognition Award" — Prêmio AANS Internacional de Reconhecimento Vitalício, em tradução livre —, que homenageia pessoas que fizeram grandes contribuições internacionais para o tratamento, educação e pesquisa em neurocirurgia.